# Дюкрё, Луи
Луи Дюкрё (фр. Louis Ducreux; 22 сентября 1911, Марсель, Франция — 21 декабря 1992, Париж, Франция) — французский театральный деятель, актёр, музыкант, автор и режиссёр, также работавший в кино и на телевидении.

## Биография
Луи Дюкрё родился и вырос в буржуазной семье промышленника Пикона. С детства страстно любил театр и оперу. Начал свою карьеру как пианист. В возрасте двадцати лет создал в Марселе любительскую театральную труппу Compagnie du Rideau Gris, один из первых в Франции децентрализованных театров. В 1933 году к труппе присоединились драматург Андре Руссен и сценограф Жорж Вакевич, что позволило Дюкрё посвятить себя постановке спектаклей для труппы.
В 1937 году большая часть труппы во главе с Дюкрё присоединились к театру Comédie de Lyon, именно в этот период Луи написал свои первые пьесы (Clair-Obscur, Light Music и Souvenir d’Italie). В 1943 году он переехал в Париж, где присоединился к театру Studio des Champs-Élysées. Затем Дюкрё руководил оперными театрами Марселя (1961—1965 и 1968—1971), Монте-Карло (1965—1972) и Нанси (1973—1977). Он диверсифицировал репертуар за счёт произведений Альбана Берга, Бенджамина Бриттена и Франсиса Пуленка и поставил некоторые оперы, в том числе «Кармен» Жоржа Бизе.
Помимо театра Дюкрё также есть работал в кино, как актёр и композитор, и на телевидении, как актёр и режиссёр. В частности, Дюкрё участвовал в съёмках телепередачи Пьера Саббага «В театре сегодня». Долгое время работа Дюкрё в кино были малозаметны, до тех пор пока в 1984 году на экраны не вышла драма Бертрана Тавернье «Воскресенье за городом», в котором он играет одну из главных ролей. За работу в этой картине Дюкрё был номинирован на премию «Сезар» в номинации «Лучший актёр».
Помимо работы в театре, кино и на телевидении, Дюкрё также писал песни. В 1955 году песня La rue s’allume, сочинённая им вместе с композитором и аранжировщиком Андре Поппом, стала классикой французской эстрады, во многом благодаря интерпретации Мишеля Арно и включённой в репертуар многих исполнителей, включая Барбару.

## Фильмография
- 1938 — Le Schpountz Марселя Паньоля
- 1939 — Le monde tremblera или La Révolte des vivants Ришара Потье[фр.]
- 1941 — Nous les gosses Луи Дакена (короткометражный)
- 1943 — Paperasses Жака Лемуань (короткометражный)
- 1945 — Naissance d’un spectacle Раймона-Милле (короткометражный)
- 1946 — La Foire aux chimères Пьера Шеналя (только диалог)
- 1948 — Une grande fille toute simple Жака Мануэля
- 1950 — La Ronde de Макса Офюльса (только лирика)
- 1953 — Le Marchand de Venise Пьера Бийона (сценарист)
- 1953 — Мадам де… Макса Офюльса (лирика)
- 1958 — Le Désordre et la Nuit Жиля Гранжье — Анри Маркен
- 1978 — La Fille (Cosi come sei) Альберто Латтуада (композитор)
- 1983 — Un dimanche à la campagne Бертрана Тавернье — месье Ладмираль (также композитор)
- 1988 — Une affaire de femmes Клода Шаброля — папаша Мурье (сцена с участием Дюкрё вырезана при монтаже)
- 1990 — Daddy nostalgie Бертрана Тавернье — месье Метро
- 1990 — Zoo, l’appel de la nuit Кристины Коменчини — старый смотритель
- 1990 — 3615 code Père Noël Рене Манзора — Папи
- 1991 — La Double Vie de Véronique Кшиштофа Кесьлёвского — профессор
- 1991 — Pantin Каролин Гренетье (короткометражный)
- 1992 — Mensonge Франсуа Марголина — дедушка

## Телевидение
- 1976 — «В театре сегодня[фр.]» — «Le monsieur qui attend» Эмлина Уильямса, инсценировка — Жоржа Витали, реализация — Пьера Саббага[фр.], Théâtre Édouard VII
- 1976 — «В театре сегодня[фр.]» — L’Héritière Рут и Огастуса Гётц, инсценировка — Рене Клермона, реализация — Пьер Саббаг, Théâtre Édouard VII
- 1977 — L’eau sale, реализация — Реймон Руло — Зло
- 1980 — «В театре сегодня[фр.]» — La Magicienne en pantoufles Джона Ван Дратена, только поэтапно, реализация — Пьер Саббаг, Théâtre Marigny